# Capra dell'Aspromonte
La Capra dell'Aspromonte è originaria dell'entroterra della provincia di Reggio Calabria e, in particolare, dell'area grecanica o bovesìa; è da questo territorio che la razza si è diffusa in tutta la provincia reggina.
È stata ammessa al registro anagrafico delle popolazioni ovine e caprine autoctone a limitata diffusione e, riconosciuta razza, con il Decreto del Ministero delle Politiche Agricole e Forestali nº 21206 dell'8.3.2005 art. 1 comma B, successivamente al riconoscimento dell'Associazione Nazionale della Pastorizia (Asso.Na.Pa.), avvenuto nella riunione della Commissione Tecnica Centrale (CTC) del Registro Anagrafico delle razze ovine e caprine autoctone a limitata diffusione, riunita a Roma il 21 luglio 2004.
A livello territoriale il registro anagrafico è gestito dall'Associazione Regionale Allevatori della Calabria (ARA).
Lo studio per il riconoscimento della razza Nicastrese e della Capra dell'Aspromonte, si deve a Floro De Nardo, come riportato nell'Atlante delle razze autoctone, bovini, equini, ovicaprini, suini allevati in Italia.
Per il marcato adattamento alle diverse situazioni oro-pedo-climatiche della provincia di Reggio Calabria, la Capra dell'Aspromonte è particolarmente apprezzata da tutti gli allevatori della provincia di Reggio Calabria. Rusticità, resistenza alle malattie, peculiarità associate ad una discreta produttività, sono le caratteristiche che fanno di questa razza la più allevata nella provincia di Reggio Calabria.
Rappresenta un importante tassello del variegato mosaico etnografico della biodiversità caprina autoctona calabrese. È inserita tra le 28 razze caprine italiane iscritte ai registri anagrafici gestiti dall'Asso.Na.Pa.

## Carne
La Capra dell'Aspromonte rientra nel gruppo delle capre europee di tipo mediterraneo. 
La Capra dell’Aspromonte è di taglia media: i maschi (zímbari) raggiungono un peso di 64 kg e un’altezza al garrese di 73 cm, mentre le femmine hanno un peso di 43 kg e un’altezza al garrese di 69 cm.  Il pelo è fluente su tutto il corpo, lungo e liscio; presenta un sottopelo pregiato di tipo Kashmir. Viene allevata sia per la produzione di latte che per la carne, sebbene prevalga la prima. 
Dal latte si ricavano formaggi tradizionali come il Musulupu, il Canestrato dell’Aspromonte, il Caprino dell’Aspromonte, il Caprino della Limina, oltre alle prelibate ricotte, tra queste, degna di nota è la ricotta di Mammola, originaria dell'omonimo territorio.
Particolare importanza assume nella provincia di Reggio Calabria, il consumo di carne di capra adulta o di capra nullipara, oltre che evidentemente di becco. Tale utilizzazione tipica della provincia reggina per quantità utilizzata, per indice di gradimento, nonché per le numerose quantità di ricette realizzate tipiche della provincia, è da considerarsi senz’altro unica in Italia. 
Dalla pelle delle capre si ricavano strumenti musicali quali le zampogne e i tamburelli, mentre, nei tempi passati si producevano degli abiti e delle otri, quest'ultime venivano utilizzate per conservare e/o trasportare dei liquidi come olio, acqua, vino, ecc.
| Caratteri biometrici                       | Maschi adulti | Femmine adulte |
| Altezza al garrese in cm                   | 73            | 69             |
| Altezza alla croce in cm                   | 71            | 68             |
| Lunghezza tronco in cm                     | 72            | 66             |
| Larghezza torace in cm                     | 21            | 17             |
| Altezza torace in cm                       | 33            | 30             |
| Profondità toracica in cm                  | 39            | 37             |
| Larghezza groppa in cm                     | 20            | 15             |
| Larghezza della fronte alle orbite in cm   | 14            | 13             |
| Lunghezza della testa in cm                | 19            | 18             |
| Lunghezza orecchie in cm                   | 13            | 14             |
| Larghezza orecchie in cm                   | 5,5           | 6              |
| Circonferenza dello stinco anteriore in cm | 10            | 8              |
| Circonferenza toracica in cm               | 99            | 81             |
| Lunghezza tettole in cm                    | 5             | 5              |
| Lunghezza barbetta in cm                   | 22            | 9              |
| Lunghezza corna in cm                      | 59            | 34             |
| Peso in Kg                                 | 64            | 43             |

| Indici biometrici       | Maschi adulti | Femmine adulte |
| Indice corporale        | 72,72         | 81,48          |
| Indice toracico         | 63,63         | 56,66          |
| Indice altezza toracica | 45,20         | 43,47          |
| Indice di anamorfosi    | 134,26        | 95,08          |
| Indice di compattezza   | 87,67         | 62,31          |

## Consistenza
Al 31 dicembre 2023 l'Asso.Na.Pa. (Associazione Nazionale alla Pastorizia) riporta 9.351 capi iscritti al registro anagrafico, distribuiti su 101 allevamenti ricadenti tutti nella provincia di Reggio Calabria, nel sud Italia.

## Attività di salvaguardia e valorizzazione
- Progetto (ClimGen), Climate Genomics for Farm Animal Adaptation che vede la collaborazione di alcuni importanti centri di ricerca europei di diversi Paesi (Gran Bretagna, Francia, Italia, Spagna, Romania, Finlandia e Svizzera) e che ha l’obiettivo di unire e confrontare i dati disponibili relativi al genoma, ai tratti fenotipici e produttivi, alle condizioni climatiche di allevamento di animali allevati in aree diverse, caratterizzate da situazioni ambientali estreme e opposte (territori molto caldi o molto freddi, umidi o siccitosi, di alta montagna o di pianura). I dati provengono dall’Africa, dal Sud America, da diverse zone dell’Europa. Sono stati anche organizzati studi ex-novo per focalizzare determinate situazioni attraverso la produzione e l’analisi di nuovi dati.
- La razza Capra dell'Aspromonte è inserita nel circuito dell'Arca del Gusto della Fondazione Slow Food per la Biodiversità Onlus -